# Овца
Вижте пояснителната страница за други значения на Овца.
Овцата е четириног преживен бозайник, който обикновено се отглежда като домашно животно. Като всички преживни, овцата е член на разреда Artiodactyla (Чифтокопитни). Въпреки че „овца“ е име, с което се обозначават множество животински видове, във всекидневната реч то се отнася почти изключително за вида Ovis aries. С численост от около 1 милиард домашната овца е най-многобройният представител на своя род.
Овцата най-вероятно е произлязла от дивия муфлон в Европа и Азия. Тя е едно от най-рано одомашнените за селскостопански нужди животни. Отглежда се за добив на вълна, месо и мляко. Овчата вълна е по-широко използвана от тази на което и да е друго животно и обикновено се добива чрез остригване. Овцете продължават да бъдат важен животновъден ресурс за добив на вълна и месо, а в по-малка степен се отглеждат за кожи, мляко и като лабораторни животни за целите на науката.
Овцевъдството се практикува в по-голямата част от обитаемата от човека територия на Земята, като то е изиграло фундаментална роля за много цивилизации. В съвременността Австралия, Нова Зеландия, държавите от южните и централните части на Южна Америка и Британските острови се свързват най-тясно с отглеждането на овце.
Овцевъдството ползва широк набор от характерни термини, които понякога варират на регионален и диалектен принцип. Група овце се нарича стадо. Възрастните женски индивиди се наричат „овца“, възрастните мъжки – „овен“ или „коч“, а малките – „агне“. Съществуват и много други специфични термини, свързани с различни фази от жизнения цикъл на овцете, обозначаващи различни комбинации от пол, възраст, фертилност, здравословно състояние и т.н.
Като ключово животно в историята на селското стопанство, овцата има важно място в човешката култура и участва в съвременния език и символика. Овце фигурират в много митологии (напр. Златното руно) и в основни религии, най-вече от Авраамическата група. Както в древните, така и в съвременните религиозни ритуали, овцете се ползват като жертвени животни.

## Произход и одомашняване
Овцете са сред първите животни, одомашнени от хората. Археологически сведения сочат, че опитомяването на животните е станало в района на Месопотамия преди около десет до единадесет хиляди години. Техните диви предци са притежавали ценни качества, способствали за сравнително лесното им одомашняване. Това са липсата на агресия при животните, възможност за командване, рано настъпващата полова зрялост, социален характер и висок ръст на възпроизводство. Съвременната домашна овца е напълно опитомено животно и е изцяло зависима от хората по отношение на здравословно състояние и физическо оцеляване. Диви овце съществуват и в райони, лишени от едри хищници (обикновено острови). За разлика от дивите предци на конете, козите, свинете и кучета, броят им е сравнително ограничен, а популациите им са били изолирани дълго, така че са се обособили като отделни подвидове.

## Физически характеристики
Овцете са сравнително дребни преживни животни, обикновено с къдрава козина, наричана вълна, и често с рога с форма на спирала. Домашните овце се отличават от дивите си родственици и предшественици, като в резултат на селекцията от хората са развили значителна неотения. Някои примитивни породи овце са запазили част от характеристиките на дивите си предшественици, като например наличието на сравнително дълги опашки. В зависимост от породата домашните овце могат изобщо да нямат рога, да имат рога само при мъжките или да имат и при двата пола – както при дивите овце. Повечето породи с рога имат само един чифт, но някои породи могат да имат и по няколко чифта рога.
Друга особеност на домашните овце, отличаваща ги от дивите, е голямото разнообразие на цветове. При дивите овце цветът е вид кафяво, като вариацията между видовете е много ограничена. При домашните овце цветът варира от чисто бяло до тъмно шоколадово-кафяво, а понякога дори и до петниста окраска. Селекцията на по-лесната за оцветяване бяла вълна започва още в ранния период на опитомяването на овцете и тъй като белият цвят при тях е доминантна характеристика, той се разпространява бързо. В същото време цветни овце се срещат и в много съвременни породи и могат дори да се появят като рецесивна характеристика в иначе бели стада. Докато бялата вълна е предпочитана в повечето случаи, съществува и пазарна ниша за цветна вълна, използвана главно за ръчно предене. Характеристиките на вълната варират значително между различните породи – от гъста и силно накъдрена до дълга и подобна на коса. Дори в рамките на една и съща порода съществуват различия във вида и качеството на вълната.
В зависимост от породата овцете имат различна височина и тегло. Скоростта на растежа и теглото в зряла възраст са наследствени характеристики, които често са цел при селекцията. Женските обикновено достигат тегло между 45 и 100 kg, а мъжките – между 45 и 160 kg. Възрастните овце имат общо 32 зъба, от които 12 на горната и 20 на долната челюст, като 8 от тях са резци и 24 кътници. Както и при останалите преживни животни, предните зъби на долната челюст опират в твърда част на горната челюст, където няма зъби. Те служат за късане на растителност, след което задните зъби я сдъвкват преди гълтане. Зъбната формула е следната:
- Горна челюст: I(0).Р(6).М(6)
- Долна челюст: I(8).Р(6).М(6)

където: I – Резци (инцизиви);
- Р – Лъжливи кътници (премолари);
- М-Истински кътници (молари).

През първите няколко години от живота на овцата нейната възраст може да се определи по броя на предните зъби, тъй като всяка година една двойка млечни зъби се заменя с по-големи постоянни зъби и пълният комплект от осем постоянни предни зъба е завършен приблизително на четиригодишна възраст. С възрастта овцете постепенно губят предните си зъби, което ги затруднява при храненето и влошава тяхното здраве и производителност. По тази причина при нормална паша овцете започват да влошават качествата си след четвъртата си година, а средната продължителност на живота им е около 10 – 12 години. Някои овце могат да доживеят и до 20 години.
Овцете имат добър слух и са чувствителни към шума. Те имат зеници с форма на хоризонтална линия, които им осигуряват отлично периферно зрение. Със зрително поле около 270° до 320°, овцете могат да виждат зад себе си, без да обръщат глава. В същото време те имат слабо усещане за дълбочина, поради което сенки и вдлъбнатини по земята могат да ги препънат. По принцип овцете предпочитат добре осветени места и имат тенденцията да се придвижват нагоре по терена, когато са обезпокоени. Овцете имат отлично обоняние, състоящо се от мирисни жлези пред очите и в долната част на краката. Предназначението на тези жлези е несигурно, но тези на лицето може би са свързани с размножителното поведение. Възможно е жлезите на краката също да са свързани с размножаването, но съществуват и други хипотези за тяхното предназначение, като например отделяне на ненужен продукт от тялото или използване като обонятелен маркер, чрез който изгубена овца да открива стадото си.
Овцете и козите са близки родственици, тъй като и едните, и другите принадлежат към подсемейство Кози (Caprinae). Въпреки това те са самостоятелни видове, така че хибридизацията между тях е рядка, а хибридите винаги са безплодни. Външните разлики между двата вида включват характерните за козите брада и разцепена горна устна. Опашките на овцете висят надолу, дори когато са съвсем къси, докато при козите те са насочени нагоре. За разлика от повечето породи овце, козите почти винаги имат рога. Разгонените козли придобиват силна миризма, която липсва при овните.

## Породи
Домашните овце са многоцелеви животни, с повече от 200 съвременни породи, които са създадени, за да обслужват различните цели на човечеството. Според някои източници, броят на породите е около хиляда, но тези цифри не могат да бъдат потвърдени със сигурност. Въпреки това ФАО успява да идентифицира няколко стотици породи, чиито брой варира през годините: 863 породи през 1993 г., 1314 породи през 1995 г. и 1229 породи през 2006 г. (Тези цифри не включват изчезналите породи, които също са регистрирани от ФАО). За целите на тези пресмятания, ФАО дава и дефиниция на породата както следва: „Всяка подспецифична група на домашния добитък с определени и идентифицируеми външни характеристики, които му позволяват да бъде отделен чрез визуална оценка от други аналогични определени групи в рамките на един и същи вид или група, за които географското и/или културно разделение от фенотипно сходни групи е довело до приемането на отделна идентичност“. Почти всички породи овце са класифицирани в зависимост от типа на засилената продуктивност: за вълна, за месо, за мляко, за кожи. Значителна част от породите обаче са предназначени за две или повече от посочените цели. Други характерни белези, отличаващи представителите от различните породи, са цвят на лицето (обикновено бяло или черно), дължина на опашката, наличието или липсата на рога, и топологията, за която породата е селектирана. В страните от Северна Африка и Близкия изток породите овце се селектират и по още един признак – степен на отлагане на мазнини в областта на опашката – качество, което се цени в Арабския свят.
Породите често се категоризират и по качеството на вълната, която се добива. Тънкорунните породи овце са тези, които имат вълна, характеризираща се с къдравост и плътност на косъма, и руното добито от тях е предпочитано за текстилното производство. Повечето от тънкорунните породи са резултат от кръстосване и селекция на породи, в основата на които стои мериносовата овца. Мериносовите овце продължават да доминират по брой сред отглежданите овце в световен мащаб. Грубовълнестите породи овце са селектирани в противоположната крайност. Обикновено това са едри овце, отглеждани с цел получаване на месо от тях. Вълната от тях е къса и груба и не се цени като добра суровина в текстилната промишленост. Много от породите за месо са бързорастящи и с тъмни лица. Някои от породите, като Коридел например, са селектирани с двойно предназначение – едновременно за месо и вълна.
Грубовълнестите породи овце притежават вълна с дебел и груб косъм, който не е удачен да производството на дрехи. Обикновено такъв тип вълна се използва за изготвянето на килими, пътеки, покривала за легла и места за сядане. Обикновено това са ценени продукти от дребни занаятчии, които произвеждат скъпи и красиви изделия. Грубовълнестите породи обикновено се използват за добив на месо, най-вече от приплодите на овцете.
Друга, значително по-малка група от породите овце, се използва за добив на мляко. Обикновено това са породи с двойно предназначение за мляко и вълна или за мляко и месо. При повечето от тях добивът на мляко е второстепенен признак, но съществуват и породи изцяло селектирани за тази цел. Овцете се доят сезонно само няколко месеца през пролетта и началото на лятото. Млякото добито от овце е значително по-богато на мазнини и протеини от кравето. Млечното овцевъдство е застъпено основно в страните от Балканския полуостров и Близкия изток, като в България този отрасъл е традиционно развит. В България широко разпространена е местната селектирана порода черноглава плевенска овца, отглеждана в малките стопанства за месо, вълна и мляко.
Последната група от породи овце е тази, при която овцете не притежават руно, а само къс косъм. Това са породи, които се използват с цел добив на кожи и месо. Подобни породи произлизат от овце за вълна. Някои от породите се ценени, тъй като не се отделят допълнителни средства за стригане на вълната. Овцете са по-устойчиви на паразити и горещо време.
С усиленото развитие на корпоративния агробизнес и спада на дребните семейни и селски стопанства се наблюдава световна тенденция към намаляване на редица местни и по-слабо продуктивни породи овце. Много от породите изчезват, а на други числеността е на ръба на критичното ниво. В България положението е сходно с това по света. Като страна с типично развито овцевъдство естествено са създадени и редица породи, пригодени за климатичните условия, където се отглеждат. Продуктивните качества обаче не са достатъчно развити в сравнение с други породи внесени в последните десетилетия в страната или специално селектирани местни породи. Така редица породи като свищовската, реплянската и дъбенската са на ръба да изчезнат окончателно от породния фонд на страната.

## Хранене
Овцете са изключително тревопасни бозайници. Повечето породи предпочитат да пасат трева и други груби растителни храни, но избягват да консумират листна маса от по-високите части на дървесните растения, които козите например консумират с апетит. Овцете обаче могат да пасат и в монокултурни пасища, където повечето кози се справят зле. И двата близкородствени вида дребни преживни животни придърпват храната с езика и устните си и я откъсват с резците от долната челюст и устната на горната. Подобно на всички преживни животни, овцете имат сложна храносмилателна система, която се състои от многокамерен стомах от три предстомашия и същински стомах, позволявайки им да разграждат целулозата от растителната храна до по-прости въглехидрати. При паша овцата поглъща откъснатата зелена маса под формата на хапка. През хранопровода тя попада в търбуха, който е с вместимост от 19 до 38 литра. Там тя ферментира под действието на търбушната микрофлора, която включва представители на бактерии, гъби, протозои, и археи, които преработват целулозата, при което се отделят метан и въглероден диоксид. Другата функция на търбуха е да участва в процеса на преживяне. Това става при почивка на организма. Отключва се рефлекс, при който топка от храната се придвижва обратно през хранопровода до устата. Там тя се сдъвква добре, навлажнява се обилно със слюнка и отново се преглъща. Големият обем на търбуха, служещ като резервоар за храната, и рефлексът на преживяне позволяват на тревопасното животно да поеме за кратко време голямо количество храна – обикновено през сутрешните часове, а през останалата част от деня да пладнува и така допълнително да я преработи. Това е адаптивен начин за предпазване от хищници, чрез който се намалява времето, при което главата на животното е насочена надолу към тревата. Това го прави по-малко уязвимо срещу хищници.
По време на ферментацията в търбуха се отделя газ, който при нормално функционално състояние се евакуира извън организма посредством оригване. Различни нарушения в дейността на органа – като например внезапни промени в диетата на овцете или образуването на пяна при ферментацията на храната, която организмът приема за течност – могат да доведат до фатално издуване на търбуха, поради потиснат рефлекс на оригване. След ферментацията в търбуха и допълнителното сдъвкване на храната при преживянето, хранителните маси преминават към следващите две отделения на предстомашията – мрежата и книжка. Някои видове храни, както и млякото при сукалчетата, не преминават през предстомашията, а директно преминават към същинския стомах – сирищник. Същинският стомах по функция е аналогичен на човешкия стомах.
Овцете физиологично водят дневен начин на живот. Хранят се от изгрев до залез, като спират спорадично, като през цялото време преработват храната чрез преживяне. Идеални за постигане на пълноценна паша са пасища със смесени култури от житни, бобови и цъфтящи растения. Местата, където могат да се отглеждат овцете, варират от пасища, угари, в близост до горски масиви, както и далеч по-неплодородни масиви. При пашата се сблъскват с редица растения, които са токсични и имат неблагоприятен ефект. Такива например са черешата, някои дъбови дървета и жълъди, домати, тис, ревен, картофи, и рододендрон.
Овцете са тревопасни животни, които пасат трева от пасищата. За разлика от тях козите и елените например, освен че пасат ниско по земята, намират храна и сред храсти и дървета, като откъсват листата от тях. Анатомичното устройство на устния апарат позволява на овцете да пасат ниско до земята, като изпасват тревата доста по-бързо от говедата например. Поради това в редица страни се прилага интензивна смяна на пасищата, като се позволява на изпасаните земи да се възстановят в периоди, когато овцете са изместени на друго пасище. Освен от паша, на овцете е нужно да се дава зърнена и обемиста суха храна, като ливадно и люцернено сено и царевичак. Сухата храна обикновено се прилага през зимните месеци, когато пашата, в зависимост от района, е невъзможна или ограничена. Зърненият фураж се прилага при лактиращи овце с цел да се осигури по-добра млечност. Дневните дажби от различни видове храни зависят от възрастта и породата. Допълнително на овцете е нужно да се прилагат минерални соли към дажбата, с цел осигуряване на водно-солевия баланс на организма им. За стадата от овце е нужен достъп до постоянен източник на питейна вода. Нужното количество вода варира от сезона, вида и качеството на храната, която консумират. Когато овцете се хранят с големи количества зелена и млада растителност, те се нуждаят от по-малко вода. В случаите, когато храната е груба, суха или зърнена – нуждите от вода се увеличават.
Овцете са един от малкото видове домашни селскостопански животни, отглеждани за месо, които не се отглеждат по особено интензивен начин на хранене, за разлика от птиците и свинете например. Въпреки че е налице степен на породно увеличение на месодайните овце, при този вид животно все още е застъпен пасищният начин на отглеждане, за разлика от затвореното отглеждане и хранене с концентриран фураж на говеда, свине и птици, с цел постигане на по-бърз ефект от угояването.

## Поведение
Овцете са животни със силен стаден инстинкт. Сред представителите на род Ovis този инстинкт е добре застъпен, но е най-силен сред представителите на вида Ovis aries. Склонността на овцете да следват някого при паша е причина те да бъдат и първият одомашнен вид селскостопанско животно. Освен това, за разлика от благородния елен и сърната (два други вида копитни животни от първостепенно значение за добив на месо в праисторически времена), овцете не са териториални животни и не пазят своя ареал на обитаване, който може и да варира. Всички овце имат тенденция да се събират в близост до други членове на стадото, въпреки че това поведение варира в зависимост от породата.

## Размножаване
Бременноста трае около 5 месеца, като се раждат по 1 – 3 малки. Майката ги кърми, докато станат самостоятелни.

## Термини и фразеологизми
Според възрастта, пола и категорията си, овцете биват:
- Коч – мъжко некастрирано животно в разплодна възраст.
- Овца-майка – женска овца след първото раждане.
- Дойна овца – овца в период на годината, през който се дои.
- Агне – новородено и подрастващо малко на овцата.
- Шиле – отраснало агне преминало изцяло на растителна храна.
- Дзвизка – млада неродила женска овца.
- Коч-дзвиздак, кочле – мъжки коч достигнал полова зрялост преди да бъде използван за разплод.